# Мусино (Бижбулякский район)
Мусино (баш. Муса) — деревня в Бижбулякском районе Башкортостана, относится к Базлыкскому сельсовету. Проживают татары.
С 2005 современный статус.

## История
Статус деревня, сельского населённого пункта, посёлок получил согласно Закону Республики Башкортостан от 20 июля 2005 года N 211-з «О внесении изменений в административно-территориальное устройство Республики Башкортостан в связи с образованием, объединением, упразднением и изменением статуса населенных пунктов, переносом административных центров», ст.1:

6. Изменить статус следующих населенных пунктов, установив тип поселения - деревня:
 
5)  в Бижбулякском районе:…

ф) поселка Мусино Базлыкского сельсовета

## Географическое положение
Расстояние до:
- районного центра (Бижбуляк): 15 км,
- центра сельсовета (Базлык): 8 км,
- ближайшей ж/д станции (Приютово): 58 км.

## Население
| 2002 | 2009 | 2010 |
| ---- | ---- | ---- |
| 115  | ↘92  | ↘91  |

Национальный состав
Согласно переписи 2002 года, преобладающая национальность — татары (76 %).